# Little Miss America
Little Miss America (nome originale Toddlers & Tiaras) è un reality show  trasmesso a partire dal 12 dicembre 2008 sull'emittente televisiva statunitense TLC, ed in onda in Italia su Real Time.
Lo show segue la vita famigliare delle contendenti ad un concorso di bellezza per bambine. Al pari di altri spettacoli simili riguardanti bambini, lo show genera polemica a causa dell'abbigliamento dei bambini spesso provocatorio.
Negli anni, da questa serie televisiva ne sono nati alcuni spin-off: Eden's World, Il mondo di Honey Boo Boo e Mia figlia è una Cheerleader.

## Episodi
| Stagione         | Episodi | Prima TV USA | Prima TV Italia |
| ---------------- | ------- | ------------ | --------------- |
| Prima stagione   | 9       | 2009         |                 |
| Seconda stagione | 18      | 2009-2010    |                 |
| Terza stagione   | 18      | 2010-2011    |                 |
| Quarta stagione  | 14      | 2011         |                 |
| Quinta stagione  | 31      | 2012-2013    |                 |
| Sesta stagione   | 13      | 2013         |                 |

## Critiche
Lo show ha generato reazioni negative riguardanti i costumi di alcune partecipanti. Nell'Agosto 2012 durante un'udienza riguardante una bambina della serie, uno psicologo nominato dal tribunale ha dichiarato: "I bambini agghindati per questi spettacoli sfarzosi non stanno 'giocando' o 'fingendo'. Essi sono invece addestrati per assomigliare il più possibile alle loro controparti adulte".
Una madre dello show è stata criticata per aver imbottito il petto della figlia per assomigliare a Dolly Parton, in un altro caso invece una madre è stata criticata per aver chiesto alla figlia di fumare finte sigarette sul palco.